# Starunia
Starunia ou Starunya est un village aujourd'hui situé en Ukraine dans le Bohorodchany Raion dans l'Oblast d'Ivano-Frankivsk et autrefois en Pologne.

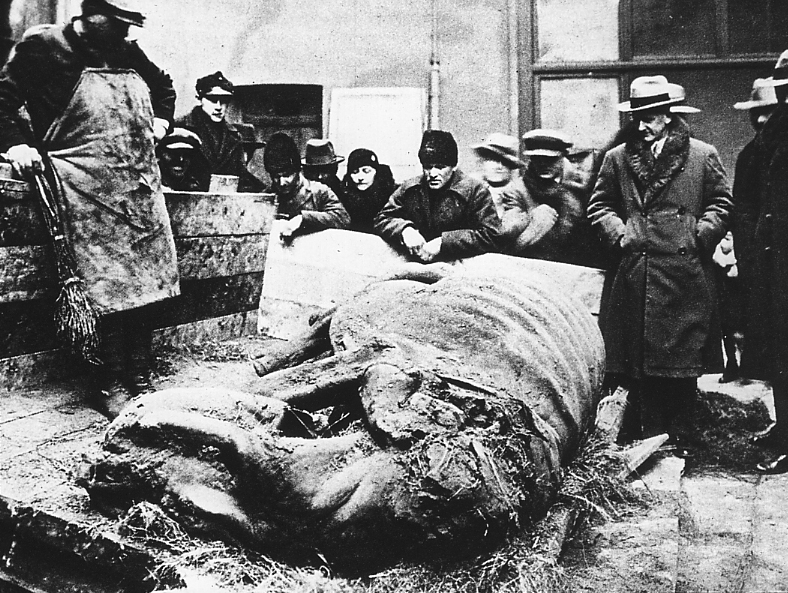
Carcasse, avec peau conservée de Rhinocéros laineux conservée dans l'asphalte du gisement de Starunia (photo de 1929)

Cette localité est connue pour ses affleurements pétrolifères dans lesquels de nombreux animaux ont été piégés, ce qui en a fait un gisement fossilifère.